# Бистровиця
Би́стровиця — село в Україні, у Луцькому районі Волинської області. Входить до складу Горохівської міської громади. Населення становить 325 осіб.

## Історія
З 1921 по 1939 — село у складі Речі Посполитої. З 1941 по 1944 — у складі Рейхскомісаріату Україна. 1944 — у складі Української РСР. З 1991 населення села проголосувало за відновлення державної незалежності України.
12 червня 2020 року, відповідно до розпорядження Кабінету Міністрів України № 708-р «Про визначення адміністративних центрів та затвердження територій територіальних громад Волинської області», село увійшло у склад Горохівської міської громади.
19 липня 2020 року, в результаті адміністративно-територіальної реформи та ліквідації Горохівського району, село увійшло до складу новоутвореного Луцького району.

## Населення
Згідно з переписом УРСР 1989 року чисельність наявного населення села становила 308 осіб, з яких 141 чоловік та 167 жінок.
За переписом населення України 2001 року в селі мешкало 317 осіб.

### Мова
Розподіл населення за рідною мовою за даними перепису 2001 року:
| Мова       | Кількість | Відсоток |  |
| ---------- | --------- | -------- |  |
| українська | 323       | 99.99%   |  |
| Усього     | 325       | 100%     |  |